# Strings (pel·lícula de 2004)
Strings és una pel·lícula d'animació de fantasia del 2004 dirigida per Anders Rønnow Klarlund sobre el fill d'un governant aparentment assassinat que es proposa venjar els seus pare però a través d'una sèrie de revelacions s'arriba a una comprensió molt més clara del conflicte entre les dues persones interessades. Una coproducció internacional de Dinamarca, Suècia, Noruega i el Regne Unit, la pel·lícula es va fer amb marionetes i les cordes formen part del món de ficció com a fils de vida.

## El món deStrings
El fet que els personatges siguin interpretats per titelles s'incorpora a l'univers de ficció de la pel·lícula. És a dir, els personatges són literalment titelles. Plans àmplies del camp revelen milions de cordes que s'estenen sense parar cap al cel, cadascuna representant un individu a la terra. Ningú sap fins on arriben les cordes ni qui les controla. Pel que saben els personatges, les cadenes estan controlades per un alt poder.
Quan es talla una corda unida a una extremitat mòbil, és anàloga a l'amputació; l'individu perd la capacitat d'utilitzar aquesta part del cos. Un cop es talla una corda, res no la pot reparar ni tornar a la vida allò a què estava connectada. Si es talla la "corda del cap", provoca la mort permanent.
Com que res no pot reanimar una part del cos després de tallar-ne la corda, les reparacions a les persones ferides s'han de fer utilitzant parts sanes i no tallades. Una desafortunada col·lecció de pobres i presos es manté com a classe de donant. Quan una persona de la reialesa o d'una altra importància social perd una part del cos, una altra és presa involuntàriament d'un presoner i substituïda amb la seva corda intacta.
Les presons estan dissenyades pel fet que les cordes arriben sense parar cap al cel. En lloc de cel·les, els presoners estan confinats sota grans reixetes horitzontals, i el rang de mobilitat que permeten les seves cordes està limitat per petites obertures quadrades a la reixeta a través de les quals s'insereixen les cordes i s'hi tanquen.
En lloc de donar a llum, una parella fa un nou fill amb fusta. Després d'un període no especificat, un conjunt de noves cordes lluminoses baixa suaument del cel i els pares l'uneixen ràpidament al nadó inanimat. Aquest acte dona vida immediata i miraculosa a la figura de fusta inert.
Més tard, també es revela que algunes persones han descobert la capacitat de "saltar" distàncies increïbles i volar efectivament durant un curt període; bàsicament, això és anàleg al titellaire que sacseja la corda de la marioneta i la fa volar pel cel. Només quan el protagonista entén la unitat de tots els éssers vius, i el poder de l'amor, és capaç d'adquirir l'habilitat.

## Argument
Un fill d'un governant aparentment assassinat es proposa venjar el seu pare, però a través d'una sèrie de revelacions arriba a una comprensió molt més clara del conflicte entre els dos pobles implicats.

## Repartiment de veu
| Personatge | Danès                 | Suec                    | Anglès              | Japonès            |
| ---------- | --------------------- | ----------------------- | ------------------- | ------------------ |
| Hal        | Jens Jacob Tychsen    | Jonas Karlsson          | James McAvoy        | Tsuyoshi Kusanagi  |
| Zita       | Iben Hjejle           | Melinda Kinnaman        | Catherine McCormack | Miki Nakatani      |
| Kahro      | Henning Moritzen      | Gösta Bredefeldt        | Julian Glover       | Masachika Ichimura |
| Nezo       | Jesper Langberg       | Sten Ljunggren          | Derek Jacobi        | Masatō Ibu         |
| Ghrak      | Jens Arentzen         | Anders Ahlbom Rosendahl | Ian Hart            | Shingo Katori      |
| Jhinna     | Marina Bouras         | Jasmine Heikura         | Claire Skinner      | Yūka (actress)     |
| Erito      | Søren Spanning        | Niklas Falk             | David Harewood      | Gekidan Hitori     |
| Elke       | Pernille Højmark      | Marika Lagercrantz      | Samantha Bond       | Keiko Toda         |
| Agra       | Paul Hüttel           | Måns Westfelt           | Michael Culkin      | Katsuya Kobayashi  |
| Daya       | Ida Hilario Jønsson   | Hilda Zuber             | Alexandra Knapp     |                    |
| Xath       | Lukas Rønnow Klarlund | Axel Zuber              | Oliver Golding      |                    |
| Lo         | Rasmus Botoft         | Jimmy Endeley           |                     |                    |

## Producció
La producció de la pel·lícula va començar l'any 2000 i es va allargar durant quatre anys fins a la seva estrena l'any 2004. Més de 200 persones van treballar en la pel·lícula amb un pressupost de quatre milions d'euros.

## Premis
Al XXXVII Festival Internacional de Cinema Fantàstic de Catalunya fou guardonada amb el Premi Ciutadà Kane al millor director revelació. I als Premis Robert de 2006 va guanyar el premi a la millor pel·lícula infantil.

## Estrena
La versió japonesa va ser dirigida per Hideaki Anno, i el tema principal era "Unexpectedly" de Misha Williams.